# Robert Schwentke
Robert Schwentke (Stuttgart, 15 de febrero de 1968) es un director de cine alemán conocido por las películas Tattoo y Flightplan.

## Biografía
Schwentke se graduó de la Universidad de Columbia de Hollywood en 1992.
La actividad cinematográfica de Schwentke se ha desarrollado únicamente en el siglo XXI. 
Su primera película dirigida fue Tattoo en el 2002
Al pasar unos par de años dirigió en el 2009  The Time Traveler's Wife, basada en la novela y protagonizada por Eric Bana y Rachel McAdams.
El 12 de junio de 2008, se anunció en la portada de The Hollywood Reporter que Summit Entertainment ha opcionado Red, la novela gráfica thriller de 2003 por el escritor Warren Ellis y el artista Cully Hamner, como una película. Schwentke dirigió la película con un guion de Whiteout guionistas Eric y Hoeber Jon, y la adaptación fue producida por Lorenzo di Bonaventura y Marcos Vahradian de Transformers. El rodaje comenzó en enero de 2010 en Toronto y Luisiana con estrellas de Bruce Willis y Morgan Freeman.
Se observa que para el año 2012 se estrene su sexta película RIPD.

## Filmografía
| Año  | Título                       | Contribución    |  |
| ---- | ---------------------------- | --------------- |  |
| 2001 | Tattoo                       | Guion/Dirección |  |
| 2003 | Eierdiebe                    | Guion/Dirección |  |
| 2005 | Flightplan                   | Director        |  |
| 2009 | The Time Traveler's Wife     | Director        |  |
| 2010 | Red                          | Director        |  |
| 2013 | R.I.P.D.                     | Director        |  |
| 2015 | Insurgent                    | Director        |  |
| 2016 | Allegiant                    | Director        |  |
| 2021 | Snake Eyes: G.I. Joe Origins | Director        |  |